# Ereta del Pedregal

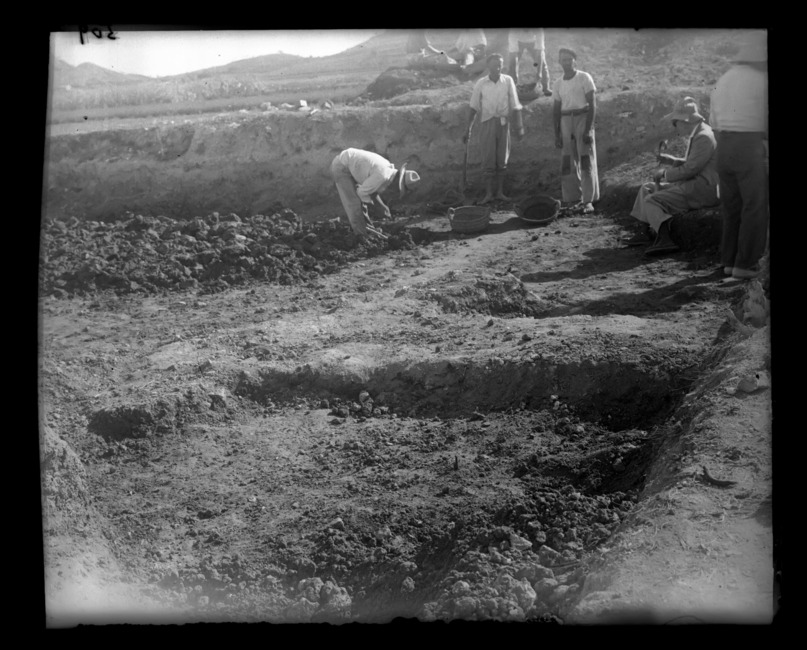
Detall de l'excavació d'Ereta del Pedregal amb isidre Ballester assegut a la dreta. Any 1944

L'Ereta del Pedregal és un poblat de cabanyes construïdes amb fang i branques, situat al costat de La Marjal, al terme del municipi valencià de Navarrés (la Canal de Navarrés).
Correspon a la cultura eneolítica; un dels estrats més antics va ser datat pel mètode del carboni 14 l'any 1980 ± 250 aC. L'estrat superior correspon ja a l'edat del bronze. Va ser excavat pel Servici d'Investigació Prehistòrica de València, que conserva els materials al seu Museu de Prehistòria (abundants materials de sílex, ceràmica i alguna peça de coure i bronze). És un dels més ben documentats d'eixe període al Regne de València.
Està situat en un lloc estratègic de comunicació de la comarca, pròxim al punt on confluïxen la majoria de rambles que articulen els diversos massissos muntanyosos.